# هاري غواردينو
هاري غواردينو (بالإنجليزية: Harry Guardino)‏ مواليد 23 ديسمبر 1925 في نيويورك - الوفاة 17 يوليو 1995 في بالم سبرينغس، الولايات المتحدة، هو ممثل أمريكي بدأ مسيرته الفنية سنة 1951. امتدت مسيرته الفنية لأكثر من 42 عاما.

## الأعمال
- الحمامة التي إستحوذت على روما (1962)
- أحباء وغرباء آخرون (1970) (بدور: جوني)
- هاري القذر (1971)
- المنفذ (1976)
- اني ويتش واي يو كان (1980)

## روابط خارجية
- هاري غواردينو على موقع IMDb (الإنجليزية)
- هاري غواردينو على موقع روتن توميتوز (الإنجليزية)
- هاري غواردينو على موقع ألو سيني (الفرنسية)
- هاري غواردينو على موقع ميوزك برينز (الإنجليزية)
- هاري غواردينو على موقع تيرنر كلاسيك موفيز (الإنجليزية)
- هاري غواردينو على موقع أول موفي (الإنجليزية)
- هاري غواردينو على موقع قاعدة بيانات برودواي على الإنترنت (الإنجليزية)
- هاري غواردينو على موقع قاعدة بيانات الأفلام السويدية (السويدية)
- هاري غواردينو على موقع إن إن دي بي (الإنجليزية)
- هاري غواردينو على موقع قاعدة بيانات الفيلم (الإنجليزية)